# Okan Aydın
Okan Aydın (Leverkusen, 1994. május 8. –) német-török származású német korosztályos válogatott és török korosztályos válogatott labdarúgó, a DSV Leoben játékosa.

## Sikerei, díjai
- Németország U17
  - U17-es labdarúgó-Európa-bajnokság ezüstérmes: 2011
  - U17-es labdarúgó-világbajnokság bronzérmes: 2011